# Oria (apellido)
Oria es un Apellido toponímico con origen independiente en Guipúzcoa, la provincia de León y Asturias. Se puede encontrar con otras grafías, como Horia, Orya, y Orria en el siglo XIII.

## Etimología
Los topónimos que dan origen a los apellidos Oria en el norte peninsular son el pueblo de Fontoria en León, el de Uria en Asturias y el caserío Oria en Guipúzcoa, que toma a su vez el nombre del río homónimo.
En los tres casos la etimología es la misma. Oria es un hidrónimo prerromano frecuente en todo el norte peninsular referido a accidentes hidrográficos secundarios. Es un derivado de la raíz del antiguo europeo *aur- y significa fuente, nacedero de un río o pequeña corriente de agua.

## Origen guipuzcoano

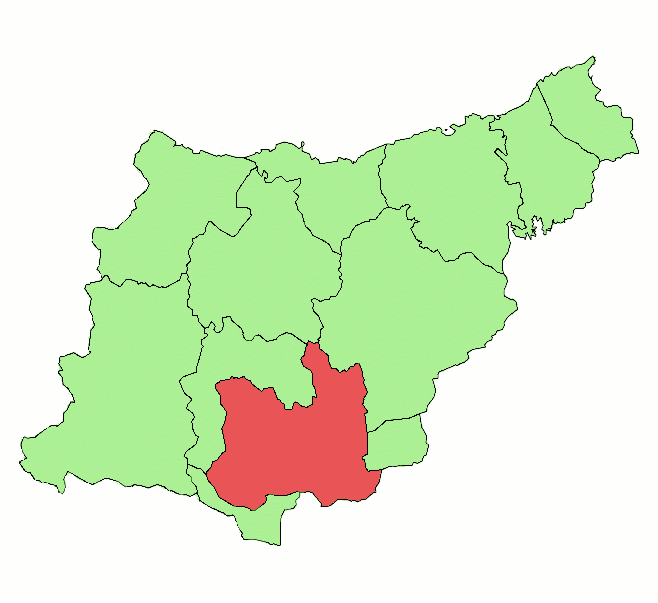
Comarca del Goierri (Guipúzcoa), que incluye las cuencas altas de los ríos Oria y Urola

Apellido originario de la cuenca alta del río Oria. El presbítero Lope Martínez de Isasti escribió en 1626 una relación de casas solariegas y de apellidos de Guipúzcoa, en la que cita las antiguas casas solares de los Oria de Idiazábal, Ichaso, Arriaran y Segura.
Desde el siglo XII aparecen caballeros con este locativo al servicio del reino de Navarra, tiempo en que Guipúzcoa era parte de este. En 1192 García de Oria gobernaba en Atauri (Álava) en representación de Sancho el Sabio. En 1253, medio siglo después de la pérdida de Guipúzcoa, Pedro Ramírez de Oria era ricohombre con Teobaldo II, en 1276 Pedro Pérez de Oria era alcaide del castillo de Caparroso y en 1329 García Sánchez de Oria era mesnadero del reino de Navarra en la merindad de Estella. Más adelante, en 1537, Juan de Oria era alcalde del valle de Roncal.
Sin embargo, el linaje principal de los Oria en Guipúzcoa defendía otros intereses. Arriaran era un pequeño dominio feudal de los Oria y, según Antonio Garmendia de Otaola, su casa torre existía ya en el siglo XIII. Los Oria de Arriaran eran parientes mayores del bando oñacino en la alcaldía de Areria y estaban emparentados con la Casa de Emparan.A partir del siglo XIII el linaje adquiere notoriedad al servicio de los reyes castellanos y en las escaramuzas fronterizas entre oñacinos guipuzcoanos y los oficiales reales del reino de Navarra. En 1309 Lope García de Oria era señor de Arriaran. Le sucedió su tercer hijo, Sancho López de Oria, señor de Arriaran en 1349. En 1367 era señor de Arriaran Lope López de Oria, a quien el rey Enrique II concedió por juro de heredad el monasterio de Arriarán y el derecho de fundar dos ferrerías en su tierra. El mayorazgo de Arriaran, fundado en 1558, incluía los patronatos de Arriaran, Astigarreta y Ormáiztegui, aunque sin señorío jurisdiccional.
Dicen los genealogistas que el caserío Oria de Idiazábal fue casa solar infanzona y el primitivo solar de los Oria. Las primeras noticias del caserío se remontan también al siglo XIII. Posiblemente fue construido a la par que se fundó la villa de Segura para proteger uno de los pasos estratégicos sobre el río Oria en la ruta principal que unía la Llanada alavesa con las villas de la costa guipuzcoana y las posesiones castellanas en Francia. Junto al caserío se construyó un molino y posteriormente una ferrería, conocida como Oribar, que aparece en la relación de ferrerías guipuzcoanas de los siglos XIV y XV.
Los Oria guipuzcoanos, al igual que otros linajes principales de la provincia, aparecen a partir del siglo XIV vinculados a la industria de las ferrerías en el Goierri y en otros lugares más alejados de su comarca natal; en 1350 Martín de Oria era señor de una ferrería en Legazpi y en 1407 Pedro Centol de Oria era ferrón en la misma localidad, por ejemplo. Por otro lado, Amador de Arriaran, del linaje de los Oria, a mediados del siglo XVI era propietario de la ferrería de Arriaran en Beasáin, de otra ferrería en Zumárraga y de un molino en Villarreal de Urrechua, y tenía arrendada la ferrería Berostegi en Legorreta.
Se relaciona con los Oria a los Oribar de Aia, en cuyo término se encontraban el caserío y ferrería homónimos, y a los Oriar con casa armera en Legorreta.

### Rama de Cantabria
Véase Ruiz Oria
Tienen origen en Legorreta los Oria de Cantabria, ferrones cuyo solar más antiguo estaba situado en el lugar del Monchino, en el barrio de Viaña de Vega de Pas, el cual se remonta al primer tercio del siglo XVI. Antes, a finales del siglo XV, estuvieron asentados en el barrio de Quintanilla de Espinosa de los Monteros, Burgos. Usan estos Oria pasiegos las armas de los Oriar de Legorreta.

### Rama de Navarra
Los Oria de Estella y su comarca del siglo XVIII proceden de Guipúzcoa.
En 1779 la Corte de Pamplona dictó sentencia a favor de Martín de Oria (Murugarren, 1709) para que pudiera fijar el escudo de sus armas en su casa de Abárzuza, reconociéndole como descendiente de la casa solar de su apellido en la villa de Idiazábal (Guipúzcoa). Martín de Oria era hijo de Francisco de Oria (Zerain, 1673) y Elena de Larrañegui (Murugarren). En la sentencia se describen las primitivas armas de los Oria de Idiazábal y sus descendientes: un cuartel, con un jabalí en su color natural atravesado al tronco de un árbol de sinople en campo de oro, en punta ondas de plata y azur.

## Origen leonés

Comarca de El Bierzo (León)

Locativo originario del municipio de Vega de Espinareda, en El Bierzo.
En 1308 Pedro Juanes de Oria y su mujer vendieron dos viñas situadas en el paraje llamado Costa de Orria a un monje de la abadía de San Andrés, en Vega de Espinareda. En el documento de venta figura como testigo Andrés de Oria. Por la situación de las viñas se deduce que el matrimonio era natural del cercano barrio de Fontoria (Fuente Oria), en cuyo entorno aparecen los topónimos La Horria, Costa Orria, Reguera de la Orria y Castro de la Orria. En el lugar de La Horria se encontraba el monasterio de "San Pedro y San Pablo de Oria", lo que indica que los términos Oria y Orria eran equivalentes.
En 1583 Pedro Álvarez de Oria aparece avecindado en Ribas del Sil, en la parte más septentrional de El Bierzo. Pese a la cercanía con Vega de Espinareda, parece que el apellido no tuvo continuidad en el municipio y que estos nuevos Orias del siglo XVI en El Bierzo (que luego aparecen también en otros puntos del noroeste leonés) tienen su origen en el concejo asturiano de Ibias. Tanto El Bierzo como Ibias son parajes agrestes en los que se conserva gran cantidad de toponimia prerromana.

## Origen asturiano

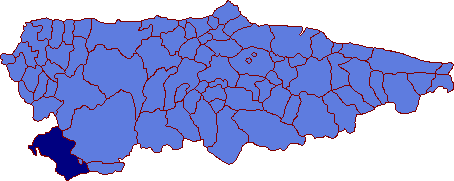
Concejo de Ibias (Asturias)

Aunque etimológicamente significan lo mismo, el Oria asturiano no es tal, sino una deformación del apellido Uria. Por la similitud de sus escudos de armas algunos los hacen descender de los Uria de Orozco (Vizcaya), pero parece más probable que el apellido sea originario del barrio de Uria, en el concejo de Ibias.
Uno de los primeros Oria asturianos documentados es Fernando de Oria, fallecido antes de 1502. Sin embargo, el origen del apellido tiene que ser anterior, porque a finales del siglo XVI ya estaba muy extendido por el occidente asturiano, sobre todo por los concejos de Ibias, como es lógico, y Cangas del Narcea. También encontramos a estos Orias asentados en el municipio de Ribadeo, provincia de Lugo, en Galicia, y se ha constatado su presencia ocasional en otros lugares como Oviedo y la comarca de El Bierzo, en León.

## Orias con otros orígenes

### Apellido Doria genovés
Véase familia Doria.
Existen referencias en Burgos de Antonio de Oria, pañero en 1496, y de Pedro de Oria, con el mismo oficio en 1519. Estos "de Oria" o Doria pertenecían a una rica familia de mercaderes genoveses avecindada en la ciudad de Toledo y dedicada a la compra por toda Castilla de lana para la exportación. Uno de sus miembros más destacados fue Francisco de Oria, influyente mercader y cambista de Toledo de la segunda mitad del siglo XVI.
La presencia de mercaderes genoveses de este apellido en Sevilla, Murcia y Málaga está documentada desde finales del siglo XV.

### Apellido Orías
El apellido Orías tiene origen centroeuropeo. Se da con cierta frecuencia en la República Checa, Eslovaquia y, especialmente, en Hungría.